# Rozdarci
Rozdarci (ang. Torn, 2007) – trzyodcinkowy brytyjski serial kryminalny nadawany przez stację ITV od 19 września do 3 października 2007 roku. W Polsce jest nadawany od 17 kwietnia 2011 roku na kanale Tele 5.

## Opis fabuły
W 1996 roku podczas wakacji nad morzem znika trzyletnia Alice (Jo Woodcock), córka Sarah (Holly Aird) i Davida (Adam Kotz) Hooperów. Mimo zakrojonych na szeroką skalę poszukiwań dziecka nie odnaleziono i policyjne śledztwo odłożono ad acta.
Jedenaście lat później Sarah i David wychowują pozostałą dwójkę dzieci, ale wspomnienie utraconej córki towarzyszy im codziennie. Gdy pewnego dnia w centrum handlowym Sarah dostrzega dziewczynkę, łudząco podobną do Alice, mówi o swoim odkryciu mężowi i zawiadamia policję. Zagadkę sprzed lat spróbuje wyjaśnić detektyw Sally Bridges (Poppy Miller).

## Obsada
- Holly Aird jako Sarah Hooper
- Adam Kotz jako David Hooper
- Jo Woodcock jako Alice Hooper
- Emma Natasha Miles jako Jasmine Hooper
- Owen Donovan jako Sean Hooper
- Bradley Walsh jako Stephen Turner
- Nicola Walker jako Joanne Taylor
- Poppy Miller jako detektyw Sally Bridges